# Carme Portaceli i Roig
Carme Portaceli i Roig (València, 1957) és una directora teatral, coreògrafa, dramaturga i professora a l'Institut del Teatre de Barcelona. Membre fundadora de l'Acadèmia de les Arts Escèniques d'Espanya i del comitè organitzador dels Premis Max, el 2005 va crear la Factoria Escènica Internacional. El 2016 va ser nomenada directora del Teatro Español de Madrid. Al llarg de la seva trajectòria com a directora d'escena ha dirigit més de 70 espectacles. El juliol de 2020 fou nomenada directora artística del Teatre Nacional de Catalunya, succeint Xavier Albertí.
Llicenciada en Història de l'Art per la Universitat de Barcelona l'any 1981, l'any 1982 va començar al Teatre Lliure com a ajudant de direcció de Fabià Puigserver a l'obra Fulgor i mort de Joaquin Murieta, de Pablo Neruda, amb traducció de Miquel Martí i Pol. Del 2001 fins al 2016 va ser professora de Direcció i d'Interpretació a l'Institut del Teatre de la Diputació de Barcelona. Entre 2005 i 2016 va ser directora artística de la Factoria Escènica Internacional. Des de 2014 és vocal de l'Academia de las Artes Escènicas. Entre 2016 i 2019 va ser directora artística del Teatro Español de Madrid.

## Directora del TNC
Assumí la direcció artística del TNC el setembre del 2020 com a programadora de la temporada següent, la 2021-22, mentre l'anterior director, Xavier Albertí, continuava en el càrrec de director artístic fins al 31 de juliol de 2021, data en què es produí el relleu en la direcció artística. El 18 de setembre s'inaugurà la temporada que tenia per primer cop una dona al capdavant de la direcció artística, un càrrec que s'ha de perllongar durant sis anys no prorrogables, fins al juliol de 2027. Portaceli es marcà com a objectius atraure nous públics, sumar joves talents, potenciar les gires arreu de Catalunya i acollir companyies en residència.

## Reconeixements
Al llarg de la seva carrera ha rebut un important reconeixement per part de la crítica i el públic; entre els guardons rebuts destaca el premi MAX 2017 al millor espectacle i a la millor direcció, el Premi Butaca de 2017 a la Millor Direcció per Només són dones, de Carmen Domingo, el Premi de la crítica 2009 al Millor espectacle per Què va passar amb Nora quan va deixar el seu home, d'Elfriede Jelinek, entre d'altres.

## Muntatges
- Món, dimoni i carn de Maria Aurèlia Capmany (1982)[1]
- La missió (1990)[1] de Heiner Müller, premi Serra d'Or al millor espectacle de l'any
- Combat de negre i gossos (1988) de B. M. Koltès
- Muelle Oeste[1] (1993) de B. M. Koltès
- Els vells temps (1999), de Harold Pinter
- El Parc (1992),[1] de Botho Strauss
- Los gatos (1992) d'Agustín Gómez-Arcos[1]
- Les presidentes (1998), de Werner Schwab.
- Mein Kampf, del jueu hongarès George Tabori (1999)[1]
- Por, menjar-se ànima, versió d'Angst essen Seele auf, de Rainer Werner Fassbinder (2000)[1]
- Solness, el constructor (2000) de Henrik Ibsen[1]
- Jubileum (2001) de George Tabori[1]
- El idiota en Versalles (2001) de Chema Cardeña
- Ball trampa (2001) de Xavier Durringer[1]
- Sallinger (2002) de Bernard-Marie Koltès[1]
- Cara de foc de Marius von Mayenbrug[1]
- Un enemic del poble (2003) d'Henrik Ibsen[1]
- Lear (2003) d'Edward Bond
- El retorn al desert (2003) de Bernard-Marie Koltès[1]
- Gènova 01 (2004) de Fausto Paravidino
- Cançons dedicades (2004) de Franz Xaver Kroetz
- Raccord (2005) de Rodolf Sirera.[1]
- Les escorxadores (2006) de Sarah Daniels
- Un lloc conegut (2007) de Daniela Freixas Conte[1]
- Fairy (2007)[1]
- Josep i Maria (2007) de (Turrini)[1]
- Ante la jubilación. 2008. (Bernhard)
- Què va passar quan Nora va deixar el seu home? 2008. (E. Jelinek)[1]
- Así que pasen cinco años. 2008. (Federico García Lorca)
- Ricard II 2008. (William Shakespeare)[1]
- Te doy mis ojos 2009. (I.Bollain i Alicia Luna)
- L'Auca del senyor Esteve. 2010. (Santiago Rusiñol)[1]
- Prometeu 2010 (Èsquil/Müller)
- Conte d'Hivern 2010 (William Shakespeare)[1]
- La nostra classe 2011 (Slobodzianek)[1]
- Els baixos fons 2012. (Maksim Gorki)[1]
- El video no el veu ningú 2012 (Martin Crimp)
- La indagació. Un oratori en onze cants 2013 (Peter Weiss)
- Televisió & Misèria de la II Transició 2013 d'Albert Boronat[1]
- El President (2014) de Thomas Bernhard[1]
- Krum 2014 (Hanoch Levin)[1]
- Las dos bandoleras 2014 (Félix Lope de Vega)
- Només són dones 2015 (Carmen Domingo)[1]
- La Rosa Tatuada 2016 (Tennessee Williams)
- Esplendor. 2016 (Abi Morgan)[1]
- Jane Eyre. 2017 (Charlotte Brönte)[1]
- Galileu. 2017 (Bertolt Brecht)[1]
- Les Troianes (2017) (Eurípides/Alberto Conejero)[1]
- Frankenstein 2018 (Mary Shelley)[1]
- Policías y ladrones. Zarzuela. 2018. (Música de Tomás Marco i libret d'Alvaro del Amo)
- L'enigma di Lea.[1] Opera. 2019 (Música de Benet Casablancas i text de Rafael Argullol)
- Mrs. Dalloway. 2019 (Virginia Woolf)[1]
- No passa cada dia que algú ens necessiti (de fet, no és gaire habitual que algú ens necessiti). 2020 (diversos autors/autores)
- La madre de Frankenstein (2023) de Almudena Grandes
- Anna Karenina (2024) de Lev Tolstoi